# Hereu (rei)
Hereu (em latim: Hereus; em grego clássico: Heraios) foi um chefe do Império Cuchana, o primeiro a reivindicar o título real (tirano) dos cuchanas. Seus tetradracmas circularam na região do atual Tajiquistão. É possível que não tenha sido uma pessoa de fato, mas outro nome, à grega, do melhor conhecido Cujula Cadefises.